# リトルホスピタル
『リトルホスピタル』は、2003年1月から3月までテレビ東京（TXN）『美少女日記III』内で放送された短編ドラマ。
テレビ東京系列（テレビ北海道 TVH、テレビせとうち TSC、TVQ九州放送 TVQ）とテレビユー山形 TUY、びわ湖放送 BBC、テレビ和歌山 WTV、奈良テレビ放送でも全国放送された。1話4分、全55回。

## 出演
- 鈴木紀子・・・・加藤紀子
- 村田愛子・・・・村上愛（元℃-ute）
- 熊野由理・・・・熊井友理奈（Berryz工房）
- 夏木雅美・・・・夏焼雅（Berryz工房）
- 由理のママ・・・稲葉貴子（元太陽とシスコムーン）
- 愛子のママ・・・大沢紗衣
- 雅美のママ・・・伊藤江里
- 松本亜希（同僚の看護婦）・・・松本玲子
- 本木三郎先生・・・・むかい誠一
- 由理のパパ・・・久保利明
- 東条くん・・・・羽田陸生（安田真奈監督の作品「Reiya」に出演）

## スタッフ
- 監督・脚本・・・安田真奈
- 撮影・・・・・・河邉則宏
- 音楽・・・・・・原夕輝
- 編集・・・・・・藤沢和貴

## 全55話 サブタイトル
1. 愛子、はじめての入院
2. 初めてのお見舞い
3. んがはっ！
4. 不変のボディ
5. お見舞いの終わりに
6. オヤスミナサイ
7. 閑古鳥って？
8. にぎやかな病室
9. 楽しいお食事
10. 雅美ちゃんの謎
11. 怪我の真相
12. お風呂のない夜
13. 一人っ子がいっぱい
14. 由理's　マミー＆ダディー
15. 病は気から
16. ヒミツのかんさつ日記
17. オンナの戦い
18. イケメン東条さん
19. 色気づく小児科
20. 紀子さん復活検討会
21. ナイチンゲールと一緒なの
22. 看護婦天国
23. ステキなダーリン
24. 恐怖のギプス
25. 燃える紀子くん
26. みんなツルツル
27. 紀子さんと東条さん
28. オリンピックと日本茶
29. からだのふしぎ
30. アコガレの東条さん
31. ヒミツのかんさつ日記２
32. ドキドキ人生相談
33. ママはトップセールスマン
34. 本音で行こう！
35. こっちにおいでよ
36. ガーベラの君
37. わっつ・ゆあ・どりーむ？
38. カップル化作戦
39. ライバルはダーリン
40. 恋ってなあに？
41. 男の人にさわれません
42. ダメじゃん。
43. とんでもない人
44. すっきりお目覚め
45. ヒミツのかんさつ日記３
46. それは恋でしょう
47. 看護婦はパス！
48. 切ないサシスセソ
49. 小児科のともしび
50. 愛のベイブレード
51. サッソウと退院
52. けっこうカブってます
53. 太極拳と少林寺
54. 恋の知恵熱
55. 最終話 アリガトウ紀子さん

## DVD
- リトル・ホスピタル Vol.1（2005年10月26日）
- リトル・ホスピタル Vol.2（2005年10月26日）